# Bistra-Gletscher
Der Bistra-Gletscher (bulgarisch ледник Бистра lednik Bistra) ist ein 1,75 km langer und 750 m breiter Gletscher auf Smith Island im Archipel der Südlichen Shetlandinseln. In der Imeon Range fließt er von den Westhängen des Mount Foster und den Nordhängen des Slaveykov Peak in nordwestlicher Richtung vom Zavet Saddle zur Drakestraße, die er südlich des Garmen Point erreicht.
Bulgarische Wissenschaftler kartierten ihn 2009. Die bulgarische Kommission für Antarktische Geographische Namen benannte ihn 2010 nach der Ortschaft Bistra im Nordosten Bulgariens.